# Piedmont Airlines

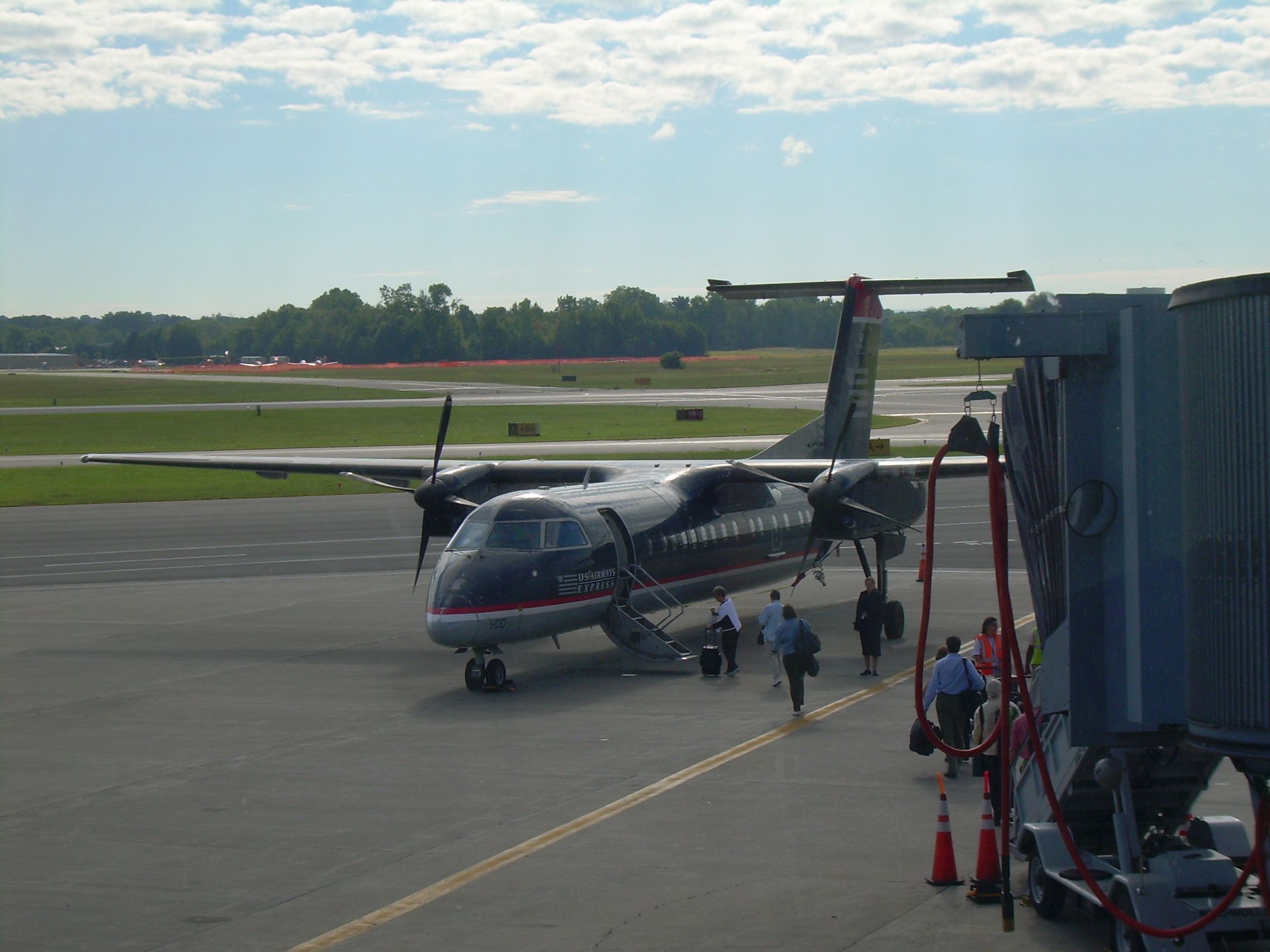
Dash 8 авиакомпании Piedmont Airlines в ливрее US Airways Express в Международном аэропорту Олбани

Piedmont Airlines — американская региональная авиакомпания, работающая под торговой маркой US Airways Express магистральной авиакомпании US Airways, полностью принадлежащая авиационному холдингу US Airways Group. Штаб-квартира перевозчика находится в округе Уайкомико неподалёку от города Солсбери (штат Мэриленд, США). Авиакомпания выполняет регулярные пассажирские рейсы на турбовинтовых самолётах de Havilland Canada Dash 8 по аэропортам городов Восточного побережья США.
Портом приписки авиакомпании является Региональный аэропорт Уайкомико, её главными транзитными узлами (хабами) — Аэропорт Ла Гардиа и Национальный аэропорт Вашингтон имени Рейгана.

## История
Компания Henson Aviation была основана в 1931 году предпринимателем Ричардом Хэнсоном в качестве предприятия, предоставляющего сервис наземного обслуживания в аэропорту города Хейгерстоун (штат Мэриленд). В 1962 году компания начала выполнение первых регулярных пассажирских рейсов в Национальный аэропорт Вашингтона под торговой маркой Hagerstown Commuter, а спустя год сменила официальное название на Henson Airlines. В 1967 году авиакомпания заключила один из первых в авиационной индустрии коммерческих перевозок код-шеринговый договор с магистральной авиакомпанией Allegheny Airlines (ныне — US Airways), согласно которому начала выполнение регулярных авиарейсов регионального значения в маршрутной сети магистрала под его брендом региональных перевозок «Allegheny Commuter». Воздушный флот Henson Airlines состоял главным образом из турбовинтовых самолётов Beechcraft 99, который работал в собственных концентраторах перевозок в аэропортах Вашингтона (округ Колумбия), Филадельфии и Балтимора, штаб-квартира авиакомпании в 1968 году была перенесена в город Солсбери (Мэриленд). В 1970 году в воздушный флот Henson Airlines поступили более современные турбовинтовые самолёты Shorts 330 и de Havilland Dash 7.
В 1983 году Henson Airlines была приобретена управляющим холдингом Piedmont Aviation, после чего в течение нескольких лет претерпела существенное расширение маршрутной сети, главным образом выйдя на рынок региональных пассажирских перевозок штата Флорида. В 1987 году управляющая компания Piedmont Aviation вместе с Henson Airlines был приобретена авиационным холдингом USAir Group и в течение двух последующих лет все самолёты авиакомпании были перекрашены в ливрею бренда региональных перевозок USAir Express. Конец 1980-х стал для Henson Airlines периодом стремительного развития, основным фактором в котором являлся процесс обновления воздушного флота и замена прежних самолётов на современные турбовинтовые лайнеры de Havilland Canada Dash 8. Увеличение пассажировместимости рейсов позволила перевозчику открыть ряд регулярных рейсов в аэропортах штата Флориды и организовать собственную базу технического ремонта и обслуживания самолётов в аэропорту города Джэксонвилл (штат Флорида).
В 1993 году авиакомпания очередной раз сменила официальное название на действующее в настоящее время Piedmont Airlines, чтобы было вызвано необходимостью защиты торговой марки «Piedmont» от возможного использования другими авиакомпаниями или частными наземными службами на рынке авиационной индустрии. Холдинг USAir Group провёл аналогичный ребрендинг и в двух собственных региональных авиакомпаниях, сменив названия перевозчиков Jetstream и Allegheny Commuter на PSA Airlines и Allegheny Airlines соответственно (базировавшаяся в Калифорнии авиакомпания Pacific Southwest Airlines вошла в состав холдинга в конце 1980-х годов). В 1997 году холдинг USAir был переименован в US Airways Group, а магистральная авиакомпания холдинга поменяла своё название на существующее в настоящее время US Airways. При этом торговая марка региональных перевозок поменялась в соответствии с произведёнными переименованиями на US Airways Express, что повлекло за собой ребрендинг и смену ливрей самолётов региональных и дочерних перевозчиков холдинга. В 2004 году авиакомпания Allegheny Airlines была соединена с Piedmont Airlines.
По состоянию на ноябрь 2007 года штат сотрудников авиакомпании Piedmont Airlines составлял 6150 человек.

## Флот

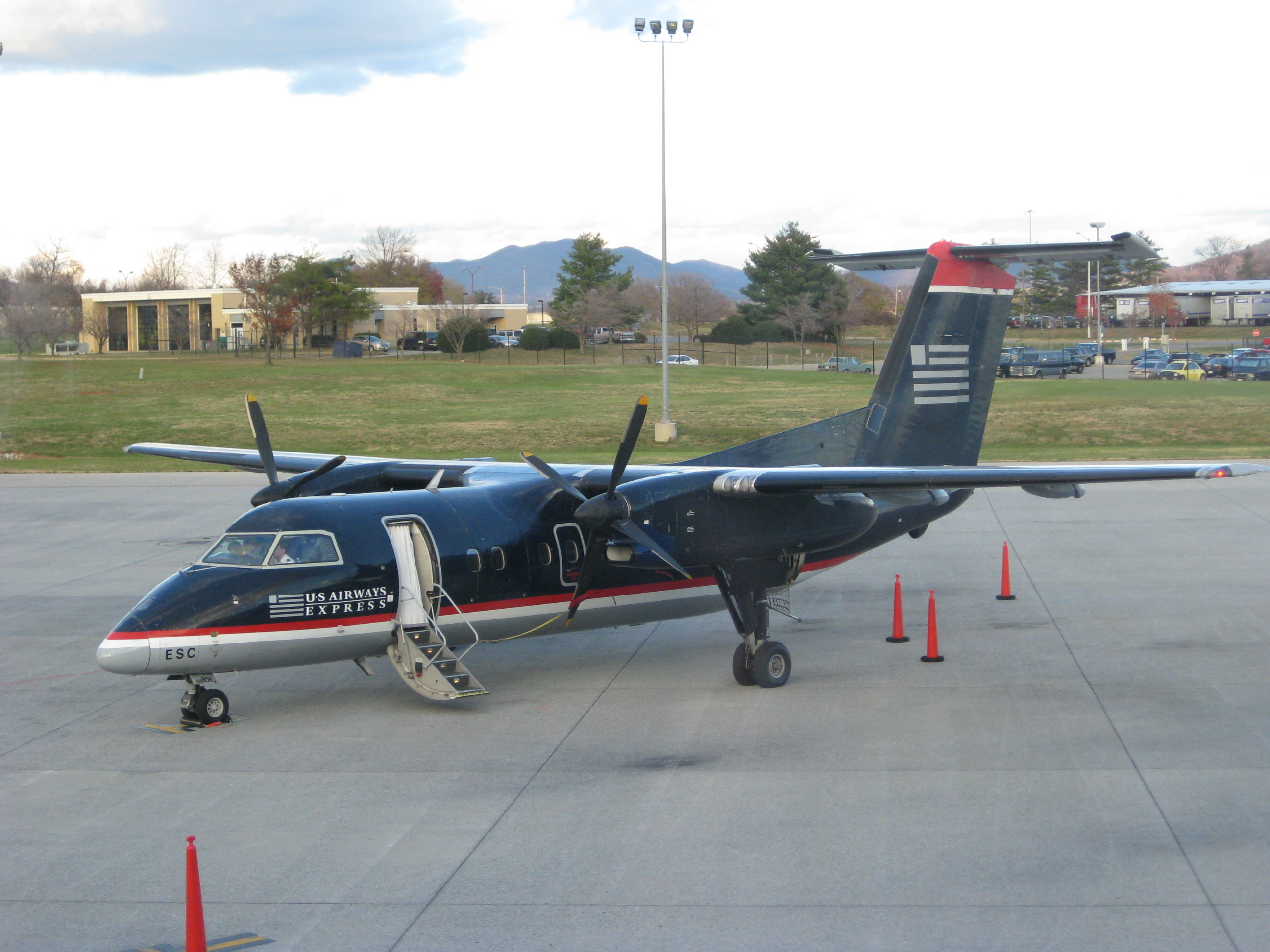
Dash 8-100 авиакомпании Piedmont Airlines в Региональном аэропорту Роанок (штат Виргиния)

В июля 2021 года воздушный флот авиакомпании Piedmont Airlines составляли 57 самолетов:
Все самолёты работают под торговой маркой и в ливрее бренда American Eagle.
В июле 2021 года средний возраст воздушных судов авиакомпании составлял 20,5 лет.

## Авиапроисшествия и несчастные случаи
- 16 ноября 2008 года, рейс 4551 авиакомпании Piedmont Airlines под брендом US Airways Express. Турбовинтовой самолёт de Havilland Dash 8 через несколько минут после взлёта из Международного аэропорта Лихай Валли в направлении Международный аэропорт Филадельфии был вынужден произвести аварийную посадку в аэропорту вылета. Перед посадкой экипаж доложил о том, что согласно индикации приборов не убралась носовая стойка шасси, в результате чего было принято решение о возврате в аэропорт вылета. Из 35 пассажиров и трёх членов экипажа на борту никто не пострадал. Лайнер с регистрационным номером N326EN получил незначительные повреждения на жёсткой посадке и в дальнейшем, после технического ремонта, продолжил эксплуатацию в воздушном флоте авиакомпании[6].